# Dekanat Drohobycz
Dekanat Drohobycz – jeden z dawnych dekanatów rzymskokatolickich w diecezji przemyskiej (obecnie na Ukrainie). Dekanat został utworzony w 1788 z siedzibą w Drohobyczu.

## Historia
Dekanat Drohobycz został utworzony w 1788 z wydzielenia parafii z dekanatu mościskiego.
W 1877 dekanat liczył 26 802 wiernych, 18 duchownych i 9 parafii: 
- Drohobycz,
- Dublany,
- Komarno,
- Medenice,
- Rudki,
- Rumno,
- Rychcice,
- Tuligłowy,
- Wołoszcza;

Liczba wiernych wzrosła następnie 37 1909 (1897) i 43 293 (1914, 5 parafii: Drohobycz, Dublany, Medenice, Rychcice, Wołoszcza; i 17 duchownych). Wzrost rzymskich katolików wiązał się m.in. z rozwojem zagłębia naftowego i napływem polskich robotników.
W 1945 w skład dekanatu drohobyckiego, który w całości znalazł się na terenie ZSRR, wchodziły parafie: Borysław, Drohobycz, Dublany k. Sambora, Gaje Wyżne, Lipowiec, Medenice, Nowoszyce, Podbuż, Równe (Königsau), Rychcice, Schodnica, Stupnica Polska, Truskawiec, Wacowice, Wołosza. Przed wojną liczba grekokatolików przewyższała na terenie dekanatu trzykrotnie liczbę łacinników. Podczas wojny niemieccy okupanci wysiedlili niemieckich mieszkańców parafii Równe (Königsau) i zaczęto również wysiedlać polskich rzymskich katolików, co doprowadziło do zaniechania działalności dekanatu.